# Панашешты
Панашешты (также Пэнэшешть; рум. Pănăşeşti) — село в Страшенском районе Молдавии. Является административным центром коммуны Панашешты, включающей также село Чобанка.

## География
Село расположено на высоте 149 метров над уровнем моря.

## Население
По данным переписи населения 2004 года, в селе Пэнэшешть проживает 2510 человек (1210 мужчин, 1300 женщин).
Этнический состав села:
| Национальность | Число жителей | Процентный состав |
| -------------- | ------------- | ----------------- |
| молдаване      | 2431          | 96,85             |
| румыны         | 50            | 1,99              |
| русские        | 16            | 0,64              |
| украинцы       | 7             | 0,28              |
| поляки         | 4             | 0,16              |
| гагаузы        | 2             | 0,08              |
| Всего          | 2510          | 100 %             |

## Известные уроженцы
- Филип, Павел Петрович (род. 1966) — молдавский политик, премьер-министр Республики Молдова с 20 января 2016 по 8 июня 2019 года.